# أنقليس ثعباني هادي
أنقليس ثعباني هادي (الاسم العلمي: Ophichthus triserialis) هو نوع من الأنقليس، يتبع فصيلة الأنقليس الثعباني.